# Lijst van voetbalinterlands Libanon - Verenigde Arabische Emiraten
Deze lijst van voetbalinterlands is een overzicht van alle officiële voetbalwedstrijden tussen de nationale teams van Libanon en de Verenigde Arabische Emiraten. De landen speelden tot op heden vijftien keer tegen elkaar. De eerste ontmoeting, een kwalificatiewedstrijd voor de Azië Cup 1980, werd gespeeld op 11 januari 1979 in Abu Dhabi. Het laatste duel, een vriendschappelijke wedstrijd, vond plaats in Dubai op 17 oktober 2023.

## Wedstrijden
| №  | Plaats    | Datum             | Competitie                 | Wedstrijd                              | Uitslag |
| -- | --------- | ----------------- | -------------------------- | -------------------------------------- | ------- |
| 1  | Abu Dhabi | 11 januari 1979   | Azië Cup 1980 kwalificatie | Verenigde Arabische Emiraten – Libanon | 0 – 0   |
| 2  | Abu Dhabi | 19 maart 1997     | Vriendschappelijk          | Verenigde Arabische Emiraten – Libanon | 2 – 1   |
| 3  | Abu Dhabi | 21 oktober 1998   | Vriendschappelijk          | Verenigde Arabische Emiraten – Libanon | 1 – 0   |
| 4  | Amman     | 20 augustus 1999  | Vriendschappelijk          | Libanon – Verenigde Arabische Emiraten | 0 – 2   |
| 5  | Beiroet   | 7 september 2000  | Vriendschappelijk          | Libanon – Verenigde Arabische Emiraten | 0 – 1   |
| 6  | Beiroet   | 10 september 2000 | Vriendschappelijk          | Libanon – Verenigde Arabische Emiraten | 2 – 2   |
| 7  | Dubai     | 23 september 2007 | Vriendschappelijk          | Verenigde Arabische Emiraten – Libanon | 1 – 1   |
| 8  | Al Ain    | 17 juli 2011      | Vriendschappelijk          | Verenigde Arabische Emiraten − Libanon | 6 − 2   |
| 9  | Beiroet   | 6 september 2011  | WK 2014 kwalificatie       | Libanon – Verenigde Arabische Emiraten | 3 – 1   |
| 10 | Abu Dhabi | 29 februari 2012  | WK 2014 kwalificatie       | Verenigde Arabische Emiraten − Libanon | 4 − 2   |
| 11 | Khobar    | 6 november 2014   | Vriendschappelijk          | Verenigde Arabische Emiraten − Libanon | 3 − 2   |
| 12 | Dubai     | 2 september 2021  | WK 2022 kwalificatie       | Verenigde Arabische Emiraten − Libanon | 0 − 0   |
| 13 | Sidon     | 16 november 2021  | WK 2022 kwalificatie       | Libanon − Verenigde Arabische Emiraten | 0 − 1   |
| 14 | Dubai     | 30 december 2022  | Vriendschappelijk          | Verenigde Arabische Emiraten − Libanon | 1 − 0   |
| 15 | Dubai     | 17 oktober 2023   | Vriendschappelijk          | Verenigde Arabische Emiraten − Libanon | 2 − 1   |

## Samenvatting
| Competitie            | Totaal gespeeld | Winst Libanon | Gelijk | Winst V.A.E. | Doelsaldo Libanon – V.A.E. |
| --------------------- | --------------- | ------------- | ------ | ------------ | -------------------------- |
| WK-kwalificatie       | 4               | 1             | 1      | 2            | 5 − 6                      |
| Azië Cup-kwalificatie | 1               | 0             | 1      | 0            | 0 − 0                      |
| Vriendschappelijk     | 10              | 0             | 2      | 8            | 9 − 21                     |
| Totaal                | 15              | 1             | 4      | 10           | 14 − 27                    |

FLFA · 
A-internationals · 
Libanees vrouwenelftal
1940 – 1949 · 
1950 – 1959 · 
1960 – 1969 · 
1970 – 1979 · 
1980 – 1989 · 
1990 – 1999 · 
2000 – 2009 · 
2010 – 2019 ·
2020 − 2029
Afghanistan ·
Algerije ·
Armenië ·
Australië ·
Bahrein ·
Bangladesh ·
Bhutan ·
Bulgarije ·
Cambodja ·
China ·
Cyprus ·
Djibouti ·
Ecuador ·
Egypte ·
Equatoriaal-Guinea ·
Estland ·
Filipijnen ·
Gabon ·
Georgië ·
Hongarije ·
Hongkong ·
India ·
Irak ·
Iran ·
Jemen ·
Jordanië ·
Kazachstan ·
Kirgizië ·
Koeweit ·
Laos ·
Libië ·
Malediven ·
Maleisië ·
Malta ·
Marokko ·
Mauritanië ·
Mongolië ·
Montenegro ·
Myanmar ·
Namibië ·
Nieuw-Zeeland ·
Noord-Korea ·
Noord-Macedonië ·
Oeganda ·
Oezbekistan ·
Oman ·
Oost-Timor ·
Pakistan ·
Palestina ·
Qatar ·
San Marino ·
Saoedi-Arabië ·
Singapore ·
Slowakije ·
Soedan ·
Somalië ·
Sri Lanka ·
Syrië ·
Tadzjikistan ·
Thailand ·
Tsjechië ·
Tunesië ·
Turkije ·
Turkmenistan ·
Vanuatu ·
Verenigde Arabische Emiraten ·
Vietnam ·
Zuid-Korea
UAEFA · A-internationals · Bondscoaches · Statistieken · Olympisch elftal · Vrouwenelftal van de Verenigde Arabische Emiraten · VA Emiraten U21 · VA Emiraten U19 · VA Emiraten U17
1972 – 1979 ·
1980 – 1989 ·
1990 – 1999 ·
2000 – 2009 ·
2010 – 2019 ·
2020 − 2029
OS 2012
Algerije ·
Andorra ·
Angola ·
Argentinië ·
Armenië ·
Australië ·
Azerbeidzjan ·
Bahrein ·
Bangladesh ·
Benin ·
Bolivia ·
Brazilië ·
Brunei ·
Bulgarije ·
Chili ·
China ·
Colombia ·
Costa Rica ·
Denemarken ·
Dominicaanse Republiek ·
Duitsland ·
Egypte ·
Estland ·
Filipijnen ·
Finland ·
Gabon ·
Gambia ·
Georgië ·
Haïti ·
Honduras ·
Hongarije ·
Hongkong ·
IJsland ·
India ·
Indonesië ·
Irak ·
Iran ·
Japan ·
Jemen ·
Joegoslavië ·
Jordanië ·
Kazachstan ·
Kenia ·
Kirgizië ·
Koeweit ·
Laos ·
Libanon ·
Libië ·
Litouwen ·
Maleisië ·
Malta ·
Marokko ·
Mauritanië ·
Moldavië ·
Myanmar ·
Nepal ·
Nieuw-Zeeland ·
Noord-Korea ·
Noorwegen ·
Oekraïne ·
Oezbekistan ·
Oman ·
Oost-Timor ·
Pakistan ·
Palestina ·
Paraguay ·
Peru ·
Polen ·
Qatar ·
Roemenië ·
Rusland ·
Saoedi-Arabië ·
Senegal ·
Singapore ·
Slovenië ·
Slowakije ·
Soedan ·
Sri Lanka ·
Syrië ·
Tadzjikistan ·
Thailand ·
Togo ·
Trinidad en Tobago ·
Tsjechië ·
Tunesië ·
Turkmenistan ·
Uruguay ·
Venezuela ·
Vietnam ·
Wit-Rusland ·
Zuid-Afrika ·
Zuid-Korea ·
Zweden ·
Zwitserland